# Frontera entre Eslovaquia y Polonia
La frontera polaco-eslovaca es el límite estatal entre la República de Polonia y la República de Eslovaquia y existe en su forma moderna desde el 1 de enero de 1993, momento de la disolución de Checoslovaquia en dos estados independientes. Antes del colapso de Checoslovaquia, la frontera actual con Eslovaquia era parte de ella y tenía un curso casi idéntico con correcciones menores hechas en años posteriores. Tiene una longitud de 541 km.

## Trazado de la frontera

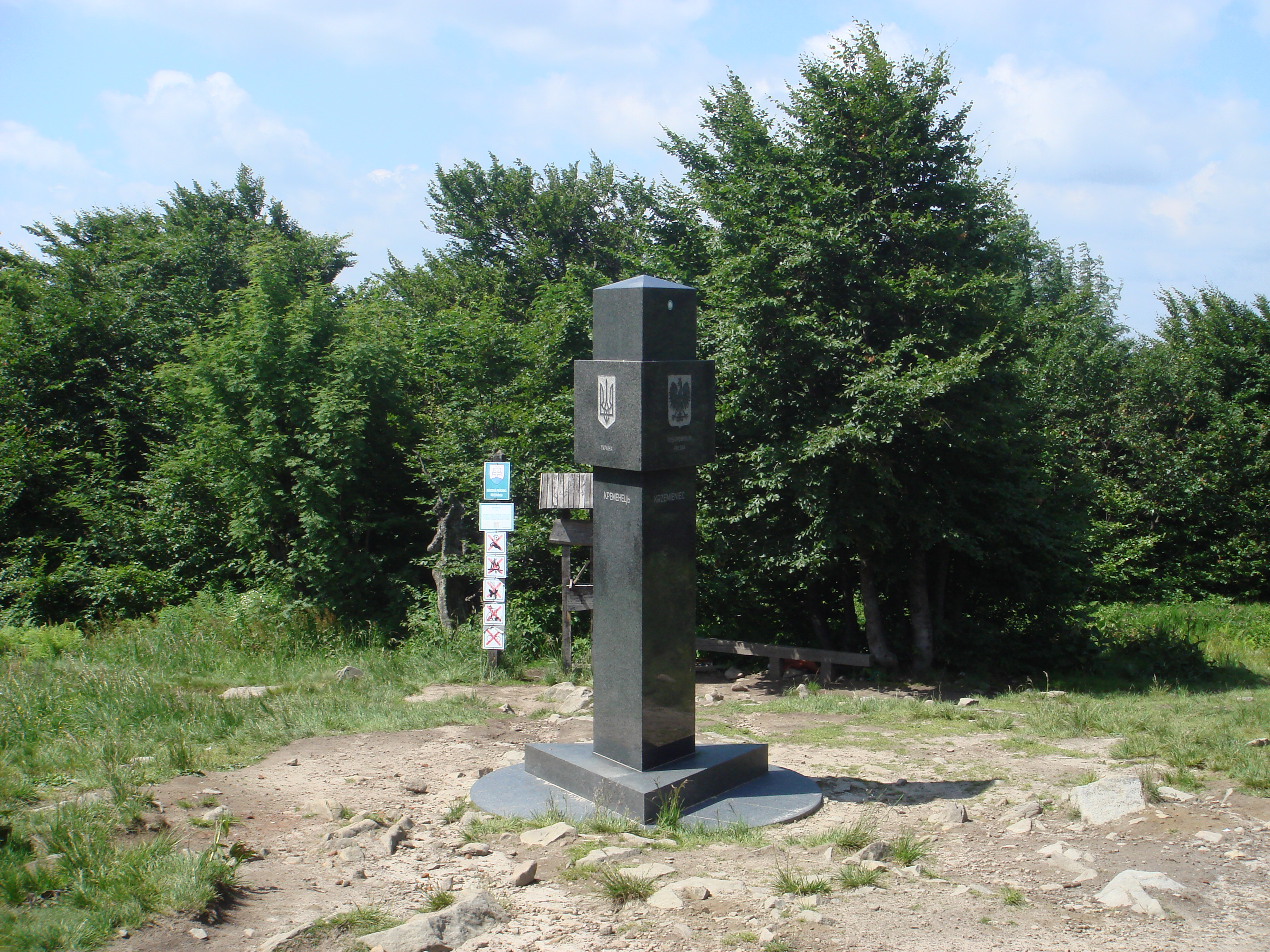
Tripunto fronterizo entre Eslovaquia, Polonia y Ucrania Kremenec/Krzemieniec/Кременець, el punto más oriental de Eslovaquia y el antiguo punto más oriental de Checoslovaquia después de la anexión de la Rutenia subcarpática por la Unión Soviética en 1945 (vista desde la frontera polaco-ucraniana).

La frontera con Eslovaquia se extiende desde Jaworzynka Trzycatka a través del Paso Zwardońska, Wielka Racza, Wielki Rycea, el Paso Glinka, Pilsko, Babia Góra, Chyżne, cruza el valle del Orava, la cordillera principal de los montes Tatras, corre a lo largo del valle del Białka y a lo largo del valle del Dunajec, a través del Pieniny, el valle de Poprad, a través de Muszynę, Przełęcz Tylicka, Dukielska y Łupkowska, a la cumbre Krzemieniec, en Przełęczą Użocka.

## Historia

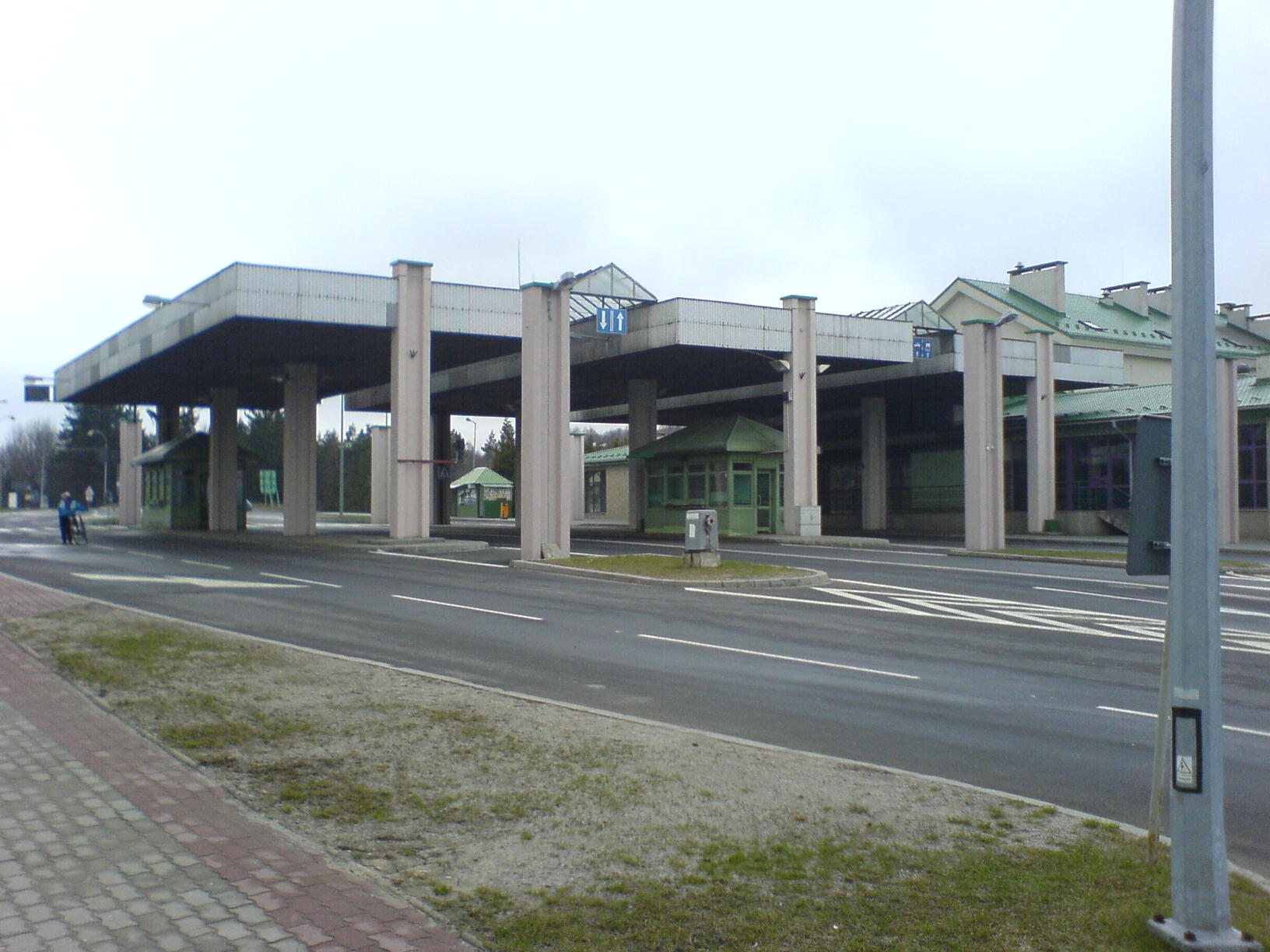
Cruce de frontera eslovaco-polaco abandonado en la ruta europea E37. Foto tomada en abril de 2008, después de que Polonia y Eslovaquia se unieran al Acuerdo de Schengen.

Cuando se estableció la República de Eslovaquia el 14 de marzo de 1939 (oficialmente independiente, pero controlada por la Alemania nazi), la frontera entre Polonia y Checoslovaquia dejó de existir, ya que se convirtió en parte de la frontera entre Polonia y la República Checa (con el protectorado de Bohemia y Moravia).
La entonces frontera polaco-eslovaca comenzó a correr 0.55 kilómetros al oeste de la montaña Mały Połom (Trojačka) a 1058 m sobre el nivel del mar, luego corrió hacia el este a través de la montaña Vel. Polom (1067 m sobre el nivel del mar), al sur del Paso Jablunkov, al norte de Czacy y Czarna, luego a través de Wielka Racza, Pilsko, Babia Góra, Chyżne, cruzó el valle de Orava y la cordillera principal de los montes Tatras. Luego atravesó el valle de Białka a lo largo del valle de Dunajec, a través de las montañas Pieniny, a través del valle de Poprad, a través de Muszynę y terminó su curso en la cima de Czernin (Černina) (929 m sobre el nivel del mar) en las proximidades de Łupków, donde se ubicaron las fronteras tripartitas de Polonia, Eslovaquia y Hungría. La frontera entre Polonia y Eslovaquia sobrevivió de hecho hasta el 28 de septiembre de 1939 (entonces se convirtió en la frontera germano-soviética), y formalmente hasta 1958, porque solo el 13 de junio de 1958, Los gobiernos de la República Popular Polaca y la República Socialista de Checoslovaquia firmaron un acuerdo para resolver disputas fronterizas.

### Corrección de 2005
De conformidad con un acuerdo entre la República de Polonia y la República Eslovaca redactado en Lubovla el 29 de julio de 2002 y ratificado en 2005: cerca de la torre de observación en el Paso Dukla en la zona de la ciudad polaca de Barwinek y la ciudad eslovaca de Vyšný Komárnik, Eslovaquia, renunció a 376 metros cuadrados de territorio, y Polonia entregó el territorio de la misma área (el cambio se debió a la incapacidad de restaurar la carretera fronteriza común a su estado anterior; fue construida en 1958 para permitir a los turistas eslovacos ver los lugares de combate. Después de la corrección, la frontera pasa por el medio del camino) sobre el río Dunajec en las cercanías de las ciudades polacas Sromowce Niżne y Sromowce Wyżne y las ciudades eslovacas de Červený Kláštor y Spišská Stará Ves, parte de isla sin nombre con un área de 2289 m² entregada a Eslovaquia, y Eslovaquia dio paso a parte de la isla de Nokiel con la misma área (el cambio fue dictado por la falta de posibilidad de colocar los postes fronterizos en los sitios correctos, debido al cambio de forma de la isla).
En el área de la ciudad polaca de Jaworzynka y la ciudad eslovaca de Skalité, Polonia se retiró de 304 metros cuadrados de territorio, y Eslovaquia retiró el territorio de la misma área (el cambio fue dictado por las solicitudes de los residentes: después de 1953 se cruzó una carretera allí varias veces a través de la frontera, causando muchas dificultades en el acceso a las parcelas en ambos lados, ahora la frontera se encuentra en la mitad de la carretera. En total, Polonia ha transferido a Eslovaquia, y viceversa, territorios con una área de 2969 m² (casi 0.30 ha).